# Волфіне (пункт пропуску)
51°14′31″ пн. ш. 34°27′48″ сх. д. / 51.24194° пн. ш. 34.46333° сх. д.
Во́лфіне — пункт пропуску через державний кордон України на кордоні з Росією.
Розташований у Сумській області, Білопільський район, поблизу села Волфиного. Специфікою пропускного пункту є те, що він здійснює два види пропуску, кожен з яких має відмінні назви. Залізничний пункт пропуску має назву Волфіне і розташований на станції Волфіне. Статус пункту пропуску — міждержавний. Характер перевезень — пасажирський, вантажний. З російського боку знаходиться пункт пропуску «Глушково», Глушковський район, Курська область у напрямку Кореневого.
Окрім радіологічного, митного та прикордонного контролю, пункт пропуску «Волфіне» може здійснювати лише фітосанітарний та ветеринарний контроль.
Пункт пропуску «Волфіне» входить до складу митного посту «Конотоп» Сумської митниці. Код пункту пропуску — 80511 05 00 (22).
У той же час у селі Волфиному діє також пункт контролю Волфине. Статус пункту пропуску — місцевий з 9.00 до 18.00. Характер перевезень — автомобільний, пішохідний (тільки піший рух). З російського боку знаходиться пункт пропуску «Волфіно», Глушковський район, Курська область на автошляху місцевого значення у напрямку Глушкового.